# Albor Tholus
O  Albor Tholus  é um vulcão extinto na região da Elysium Planitia em Marte. Esse vulcão se delimita com os vulcões vizinhos Elysium Mons e Hecates Tholus. A altura do Albor Tholus é de 4.5 km de altura e um diâmetro de 160 km na base. Sua caldera possui um diâmetro de 30 km e 3 km de profundidade. Comparado aos vulcões terrestres, a caldeira é anormalmente profunda. Explorações da sonda marciana Mars Express demonstraram que os vulcões da região Elysium estiveram ativos por um longo período.